# Machaczkalska Dywizja Strzelecka NKWD
Machaczkalska Dywizja Strzelecka NKWD (ros. Махачкалинская стрелковая дивизия Внутренних войск НКВД) – jedna z dywizji piechoty wojsk NKWD z okresu II wojny światowej.
Została sformowana w sierpniu 1942 w Machaczkale w Dagestanie. Walczyła u boku Armii Czerwonej. Została rozwiązana w bliżej nieznanym czasie pomiędzy listopadem 1942 a styczniem 1943.